# 25957 Davidconnell
25957 Davidconnell è un asteroide della fascia principale. Scoperto nel 2001, presenta un'orbita caratterizzata da un semiasse maggiore pari a 2,7929506 au e da un'eccentricità di 0,1096869, inclinata di 3,97838° rispetto all'eclittica.